# Guns N’ Roses/Diskografie
Diese Diskografie ist eine Übersicht über die musikalischen Werke der US-amerikanischen Hard-Rock-Band Guns N’ Roses. Den Quellenangaben und Schallplattenauszeichnungen zufolge hat sie bisher mehr als 112,2 Millionen Tonträger verkauft, davon alleine in ihrer Heimat über 50,5 Millionen. Damit zählt die Band zu den Interpreten mit den meisten verkauften Tonträgern weltweit. In Deutschland verkaufte die Band laut Schallplattenauszeichnungen über 5,2 Millionen Tonträger und zählt damit zu den Interpreten mit den meisten verkauften Tonträgern des Landes. Ihre erfolgreichste Veröffentlichung ist das Debütalbum Appetite for Destruction mit über 30 Millionen verkauften Einheiten.

## Alben

### Studioalben
| Jahr | Titel Musiklabel                               | Höchstplatzierung, Gesamtwochen, AuszeichnungChartplatzierungen (Jahr, Titel, Musiklabel, Platzierungen, Wochen, Auszeichnungen, Anmerkungen) | Höchstplatzierung, Gesamtwochen, AuszeichnungChartplatzierungen (Jahr, Titel, Musiklabel, Platzierungen, Wochen, Auszeichnungen, Anmerkungen) | Höchstplatzierung, Gesamtwochen, AuszeichnungChartplatzierungen (Jahr, Titel, Musiklabel, Platzierungen, Wochen, Auszeichnungen, Anmerkungen) | Höchstplatzierung, Gesamtwochen, AuszeichnungChartplatzierungen (Jahr, Titel, Musiklabel, Platzierungen, Wochen, Auszeichnungen, Anmerkungen) | Höchstplatzierung, Gesamtwochen, AuszeichnungChartplatzierungen (Jahr, Titel, Musiklabel, Platzierungen, Wochen, Auszeichnungen, Anmerkungen) | Anmerkungen                                                     |
| Jahr | Titel Musiklabel                               | DE | AT | CH | UK | US | Anmerkungen                                                     |
| ---- | ---------------------------------------------- | --- | --- | --- | --- | --- | --------------------------------------------------------------- |
| 1987 | Appetite for Destruction Geffen Records (WBR)  | DE2 Platin · (74 Wo.)DE | AT3 Platin · (57 Wo.)AT | CH5 Platin · (47 Wo.)CH | UK5 ×8Achtfachplatin · (284 Wo.)UK | US1 ×8Diamant + Achtfachplatin · (259 Wo.)US                                                                                                  | Erstveröffentlichung: 21. Juli 1987 Verkäufe: + 30.000.000      |
| 1988 | G N’ R Lies Geffen Records (WBR)               | DE37 Gold · (14 Wo.)DE | AT10 Gold · (13 Wo.)AT | CH15 (10 Wo.)CH | UK22 Gold · (41 Wo.)UK | US2 ×5Fünffachplatin · (53 Wo.)US | Erstveröffentlichung: 28. November 1988 Verkäufe: + 10.000.000  |
| 1991 | Use Your Illusion I Geffen Records (WBR)       | DE4 ×2Doppelplatin · (105 Wo.)DE | AT2 ×2Doppelplatin · (42 Wo.)AT | CH3 ×2Doppelplatin · (36 Wo.)CH | UK2 Platin · (85 Wo.)UK | US2 ×7Siebenfachplatin · (108 Wo.)US | Erstveröffentlichung: 17. September 1991 Verkäufe: + 17.000.000 |
| 1991 | Use Your Illusion II Geffen Records (WBR)      | DE2 ×5Fünffachgold · (104 Wo.)DE | AT1 ×2Doppelplatin · (73 Wo.)AT | CH2 ×3Dreifachplatin · (61 Wo.)CH | UK1 Platin · (86 Wo.)UK | US1 ×7Siebenfachplatin · (106 Wo.)US | Erstveröffentlichung: 17. September 1991 Verkäufe: + 18.000.000 |
| 1993 | “The Spaghetti Incident?” Geffen Records (UMG) | DE5 Gold · (23 Wo.)DE | AT4 Gold · (16 Wo.)AT | CH3 Gold · (19 Wo.)CH | UK2 Gold · (13 Wo.)UK | US4 Platin · (22 Wo.)US | Erstveröffentlichung: 23. November 1993 Verkäufe: + 3.068.935   |
| 2008 | Chinese Democracy Geffen Records (UMG)         | DE2 Gold · (14 Wo.)DE | AT3 (14 Wo.)AT | CH1 (13 Wo.)CH | UK2 Platin · (12 Wo.)UK | US3 Platin · (16 Wo.)US | Erstveröffentlichung: 21. November 2008 Verkäufe: + 2.600.000   |

### Livealben
| Jahr | Titel Musiklabel                                                                      | Höchstplatzierung, Gesamtwochen, AuszeichnungChartplatzierungen (Jahr, Titel, Musiklabel, Platzierungen, Wochen, Auszeichnungen, Anmerkungen) | Höchstplatzierung, Gesamtwochen, AuszeichnungChartplatzierungen (Jahr, Titel, Musiklabel, Platzierungen, Wochen, Auszeichnungen, Anmerkungen) | Höchstplatzierung, Gesamtwochen, AuszeichnungChartplatzierungen (Jahr, Titel, Musiklabel, Platzierungen, Wochen, Auszeichnungen, Anmerkungen) | Höchstplatzierung, Gesamtwochen, AuszeichnungChartplatzierungen (Jahr, Titel, Musiklabel, Platzierungen, Wochen, Auszeichnungen, Anmerkungen) | Höchstplatzierung, Gesamtwochen, AuszeichnungChartplatzierungen (Jahr, Titel, Musiklabel, Platzierungen, Wochen, Auszeichnungen, Anmerkungen) | Anmerkungen                                                   |
| Jahr | Titel Musiklabel                                                                      | DE | AT | CH | UK | US | Anmerkungen                                                   |
| ---- | ------------------------------------------------------------------------------------- | --- | --- | --- | --- | --- | ------------------------------------------------------------- |
| 1999 | Live Era: ’87–’93 Geffen Records (UMG)                                                | DE53 (8 Wo.)DE | AT29 (10 Wo.)AT | CH31 (10 Wo.)CH | UK45 Gold · (4 Wo.)UK | US45 Gold · (13 Wo.)US | Erstveröffentlichung: 23. November 1999 Verkäufe: + 1.062.500 |
| 2014 | Appetite for Democracy: Live at the Hard Rock Casino – Las Vegas Geffen Records (UMG) | DE57 (1 Wo.)DE | AT*AT | CH*CH | — | — | Erstveröffentlichung: 1. Juli 2014 * siehe Videoalbum         |

### Kompilationen
| Jahr | Titel Musiklabel                       | Höchstplatzierung, Gesamtwochen, AuszeichnungChartplatzierungen (Jahr, Titel, Musiklabel, Platzierungen, Wochen, Auszeichnungen, Anmerkungen) | Höchstplatzierung, Gesamtwochen, AuszeichnungChartplatzierungen (Jahr, Titel, Musiklabel, Platzierungen, Wochen, Auszeichnungen, Anmerkungen) | Höchstplatzierung, Gesamtwochen, AuszeichnungChartplatzierungen (Jahr, Titel, Musiklabel, Platzierungen, Wochen, Auszeichnungen, Anmerkungen) | Höchstplatzierung, Gesamtwochen, AuszeichnungChartplatzierungen (Jahr, Titel, Musiklabel, Platzierungen, Wochen, Auszeichnungen, Anmerkungen) | Höchstplatzierung, Gesamtwochen, AuszeichnungChartplatzierungen (Jahr, Titel, Musiklabel, Platzierungen, Wochen, Auszeichnungen, Anmerkungen) | Anmerkungen                                                |
| Jahr | Titel Musiklabel                       | DE | AT | CH | UK | US | Anmerkungen                                                |
| ---- | -------------------------------------- | --- | --- | --- | --- | --- | ---------------------------------------------------------- |
| 1998 | Use Your Illusion Geffen Records (UMG) | — | — | — | — | — | Erstveröffentlichung: 25. August 1998                      |
| 2004 | Greatest Hits Geffen Records (UMG)     | DE4 Platin · (30 Wo.)DE | AT1 Gold · (160 Wo.)AT | CH2 Platin · (86 Wo.)CH | UK1 ×8Achtfachplatin · (413 Wo.)UK | US3 ×5Fünffachplatin · (704 Wo.)US | Erstveröffentlichung: 15. März 2004 Verkäufe: + 10.401.000 |

### EPs
| Jahr | Titel Musiklabel                                                          | Anmerkungen                                                          |
| ---- | ------------------------------------------------------------------------- | -------------------------------------------------------------------- |
| 1986 | Live ?!*@ Like a Suicide Uzi Suicide (US)                                 | Erstveröffentlichung: 16. Dezember 1986 Verkäufe: 10.000 (limitiert) |
| 1988 | Live from the Jungle auch bekannt als: Guns N’ Roses Geffen Records (WBR) | Erstveröffentlichung: 11. Mai 1988                                   |
| 1993 | The “Civil War” EP Geffen Records (UMG)                                   | Erstveröffentlichung: 24. Mai 1993                                   |

## Singles
| Jahr | Titel Album                                                    | Höchstplatzierung, Gesamtwochen, AuszeichnungChartplatzierungen (Jahr, Titel, Album, Platzierungen, Wochen, Auszeichnungen, Anmerkungen) | Höchstplatzierung, Gesamtwochen, AuszeichnungChartplatzierungen (Jahr, Titel, Album, Platzierungen, Wochen, Auszeichnungen, Anmerkungen) | Höchstplatzierung, Gesamtwochen, AuszeichnungChartplatzierungen (Jahr, Titel, Album, Platzierungen, Wochen, Auszeichnungen, Anmerkungen) | Höchstplatzierung, Gesamtwochen, AuszeichnungChartplatzierungen (Jahr, Titel, Album, Platzierungen, Wochen, Auszeichnungen, Anmerkungen) | Höchstplatzierung, Gesamtwochen, AuszeichnungChartplatzierungen (Jahr, Titel, Album, Platzierungen, Wochen, Auszeichnungen, Anmerkungen) | Anmerkungen                                                                              |
| Jahr | Titel Album                                                    | DE | AT | CH | UK | US | Anmerkungen                                                                              |
| ---- | -------------------------------------------------------------- | --- | --- | --- | --- | --- | ---------------------------------------------------------------------------------------- |
| 1987 | It’s So Easy Appetite for Destruction                          | — | — | — | UK84 (3 Wo.)UK | — | Erstveröffentlichung: 15. Juni 1987                                                      |
| 1987 | Welcome to the Jungle Appetite for Destruction                 | DE— GoldDE | — | — | UK24 ×2Doppelplatin · (9 Wo.)UK | US7 Gold · (17 Wo.)US | Erstveröffentlichung: 28. September 1987 Verkäufe: + 2.300.000                           |
| 1988 | Sweet Child o’ Mine Appetite for Destruction                   | DE— PlatinDE | — | CH15 (6 Wo.)CH | UK6 ×5Fünffachplatin · (44 Wo.)UK | US1 ×2Doppelgold + Platin (Mastertone) · (22 Wo.)US                                                                                      | Erstveröffentlichung: 15. August 1988 Verkäufe: + 8.366.000                              |
| 1988 | Paradise City Appetite for Destruction                         | DE— GoldDE | — | CH7 (14 Wo.)CH | UK6 ×2Doppelplatin · (12 Wo.)UK | US5 (17 Wo.)US | Erstveröffentlichung: 30. November 1988 Verkäufe: + 1.810.000                            |
| 1989 | Patience G N’ R Lies                                           | DE38 (13 Wo.)DE | — | CH16 (9 Wo.)CH | UK10 Silber · (8 Wo.)UK | US4 Gold · (18 Wo.)US | Erstveröffentlichung: 19. März 1989 Verkäufe: + 935.000                                  |
| 1989 | Nightrain Appetite for Destruction                             | — | — | — | UK17 (5 Wo.)UK | US93 (5 Wo.)US | Erstveröffentlichung: 29. Juli 1989                                                      |
| 1991 | You Could Be Mine Use Your Illusion II                         | DE5 (28 Wo.)DE | AT8 (11 Wo.)AT | CH2 (20 Wo.)CH | UK3 Silber · (10 Wo.)UK | US29 Gold · (15 Wo.)US | Erstveröffentlichung: 21. Juni 1991 Verkäufe: + 855.000                                  |
| 1991 | Don’t Cry Use Your Illusion I                                  | DE22 (22 Wo.)DE | — | CH3 (21 Wo.)CH | UK8 Silber · (4 Wo.)UK | US10 Gold · (19 Wo.)US | Erstveröffentlichung: 1. September 1991 Verkäufe: + 930.000                              |
| 1991 | Live and Let Die Use Your Illusion I                           | DE33 (12 Wo.)DE | AT27 (1 Wo.)AT | CH19 (9 Wo.)CH | UK5 Silber · (7 Wo.)UK | US33 (16 Wo.)US | Erstveröffentlichung: Oktober 1991 Verkäufe: + 240.000                                   |
| 1992 | November Rain Use Your Illusion I                              | DE9 Gold · (51 Wo.)DE | AT27 (2 Wo.)AT | CH8 (20 Wo.)CH | UK4 Platin · (7 Wo.)UK | US3 Gold · (22 Wo.)US | Erstveröffentlichung: 24. Februar 1992 Verkäufe: + 2.010.000                             |
| 1992 | Knockin’ on Heaven’s Door Use Your Illusion II                 | DE5 Gold · (34 Wo.)DE | AT3 (25 Wo.)AT | CH5 (30 Wo.)CH | UK2 Platin · (9 Wo.)UK | — | Erstveröffentlichung: 18. Mai 1992 Verkäufe: + 1.260.000                                 |
| 1992 | Yesterdays Use Your Illusion II                                | DE23 (14 Wo.)DE | AT18 (6 Wo.)AT | CH19 (9 Wo.)CH | UK8 (9 Wo.)UK | US72 (10 Wo.)US | Erstveröffentlichung: 1. Oktober 1992                                                    |
| 1993 | Civil War Use Your Illusion II                                 | — | — | — | UK11 Silber · (3 Wo.)UK | — | Erstveröffentlichung: 3. Mai 1993 Verkäufe: + 235.000                                    |
| 1993 | Ain’t It Fun “The Spaghetti Incident?”                         | DE34 (6 Wo.)DE | — | CH15 (9 Wo.)CH | UK9 (3 Wo.)UK | — | Erstveröffentlichung: 20. November 1993 Original: Dead Boys                              |
| 1994 | Estranged Use Your Illusion II                                 | — | — | CH41 (2 Wo.)CH | — | — | Erstveröffentlichung: 17. Januar 1994 Verkäufe: + 30.000                                 |
| 1994 | Since I Don’t Have You “The Spaghetti Incident?”               | — | — | — | UK10 (7 Wo.)UK | US69 (9 Wo.)US | Erstveröffentlichung: Mai 1994 Original: The Skyliners                                   |
| 1994 | Sympathy for the Devil Interview mit einem Vampir (O.S.T.)     | DE20 (10 Wo.)DE | AT17 (7 Wo.)AT | CH15 (6 Wo.)CH | UK9 (6 Wo.)UK | US55 (8 Wo.)US | Erstveröffentlichung: 13. Dezember 1994 Verkäufe: + 50.000; Original: The Rolling Stones |
| 2008 | Chinese Democracy                                              | DE38 (5 Wo.)DE | AT26 (5 Wo.)AT | CH11 (6 Wo.)CH | UK27 (4 Wo.)UK | US34 (3 Wo.)US | Erstveröffentlichung: 22. Oktober 2008 Verkäufe: + 30.000                                |
| 2018 | Shadow of Your Love Appetite for Destruction: Locked N’ Loaded | — | — | — | — | — | Erstveröffentlichung: 4. Mai 2018                                                        |
| 2021 | Absurd –                                                       | — | — | — | — | — | Erstveröffentlichung: 6. August 2021                                                     |
| 2021 | Hard Skool –                                                   | — | — | — | — | — | Erstveröffentlichung: 24. September 2021                                                 |
| 2023 | Perhaps –                                                      | — | — | — | — | — | Erstveröffentlichung: 18. August 2023                                                    |
| 2023 | The General –                                                  | — | — | — | — | — | Erstveröffentlichung: 8. Dezember 2023                                                   |

## Videoalben und Musikvideos

### Videoalben
| Jahr | Titel Musiklabel                                                                      | Höchstplatzierung, Gesamtwochen, AuszeichnungChartplatzierungen (Jahr, Titel, Musiklabel, Platzierungen, Wochen, Auszeichnungen, Anmerkungen) | Höchstplatzierung, Gesamtwochen, AuszeichnungChartplatzierungen (Jahr, Titel, Musiklabel, Platzierungen, Wochen, Auszeichnungen, Anmerkungen) | Höchstplatzierung, Gesamtwochen, AuszeichnungChartplatzierungen (Jahr, Titel, Musiklabel, Platzierungen, Wochen, Auszeichnungen, Anmerkungen) | Höchstplatzierung, Gesamtwochen, AuszeichnungChartplatzierungen (Jahr, Titel, Musiklabel, Platzierungen, Wochen, Auszeichnungen, Anmerkungen) | Höchstplatzierung, Gesamtwochen, AuszeichnungChartplatzierungen (Jahr, Titel, Musiklabel, Platzierungen, Wochen, Auszeichnungen, Anmerkungen) | Anmerkungen                                                |
| Jahr | Titel Musiklabel                                                                      | DE | AT | CH | UK | US | Anmerkungen                                                |
| ---- | ------------------------------------------------------------------------------------- | --- | --- | --- | --- | --- | ---------------------------------------------------------- |
| 1992 | Use Your Illusion I: World Tour – 1992 in Tokyo Geffen Records (WBR)                  | DE— GoldDE | — | — | UK3 Platin · (56 Wo.)UK | US— GoldUS | Erstveröffentlichung: 8. Dezember 1992 Verkäufe: + 269.000 |
| 1992 | Use Your Illusion II: World Tour – 1992 in Tokyo Geffen Records (WBR)                 | DE— GoldDE | — | — | UK6 Platin · (61 Wo.)UK | US— GoldUS | Erstveröffentlichung: 8. Dezember 1992 Verkäufe: + 258.000 |
| 1992 | Use Your Illusion I & II: World Tour – 1992 in Tokyo Geffen Records (WBR)             | — | — | — | — | — | Erstveröffentlichung: 8. Dezember 1992                     |
| 1993 | Garden of Eden Geffen Records (WBR)                                                   | — | — | — | UK19 (1 Wo.)UK | — | Erstveröffentlichung: 24. Mai 1993                         |
| 1993 | Don’t Cry Making F***ing Videos – Part I Geffen Records (WBR)                         | — | — | — | UK25 (8 Wo.)UK | — | Erstveröffentlichung: Juni 1993                            |
| 1993 | November Rain Making F***ing Videos – Part II Geffen Records (WBR)                    | — | — | — | UK31 (4 Wo.)UK | — | Erstveröffentlichung: Juni 1993                            |
| 1993 | Making F***ing Videos – Part I & II Geffen Records (WBR)                              | — | — | — | — | — | Erstveröffentlichung: Juni 1993                            |
| 1994 | The Making of Estranged – Part IV of the Trilogy!!! Geffen Records (WBR)              | — | — | — | UK3 (22 Wo.)UK | — | Erstveröffentlichung: April 1994                           |
| 1998 | Welcome to the Videos Geffen Records (UMG)                                            | — | — | — | UK1 ×3Dreifachplatin · (162 Wo.)UK | US— ×2DoppelplatinUS | Erstveröffentlichung: 27. Oktober 1998 Verkäufe: + 503.000 |
| 2014 | Appetite for Democracy: Live at the Hard Rock Casino – Las Vegas Geffen Records (UMG) | DE*DE | AT5 (2 Wo.)AT | CH7 (1 Wo.)CH | — | — | Erstveröffentlichung: 1. Juli 2014 * siehe Livealbum       |

### Musikvideos
| Jahr | Titel                             | Regie                                                                 |
| ---- | --------------------------------- | --------------------------------------------------------------------- |
| 1987 | Welcome to the Jungle             | Nigel Dick                                                            |
| 1987 | Sweet Child o’ Mine               | Nigel Dick (2 Versionen)                                              |
| 1988 | Paradise City                     | Nigel Dick                                                            |
| 1989 | Patience                          | Nigel Dick                                                            |
| 1991 | You Could Be Mine                 | J. Abelson, A. Morahan, S. Winston (Version 1) Mark Racco (Version 2) |
| 1991 | Don’t Cry (2 Versionen)           | Andy Morahan                                                          |
| 1991 | Live and Let Die                  | Josh Richman                                                          |
| 1992 | Civil War (Live)                  |                                                                       |
| 1992 | Knockin’ on Heaven’s Door (Live)  | Andy Morahan                                                          |
| 1992 | November Rain                     | Andy Morahan                                                          |
| 1992 | Yesterdays                        | Andy Morahan (2 Versionen)                                            |
| 1992 | Garden of Eden                    | Andy Morahan (2 Versionen)                                            |
| 1993 | The Garden                        | Del James                                                             |
| 1993 | Dead Horse                        | Louis Marciano, Duff McKagan, Axl Rose, Slash                         |
| 1993 | Estranged                         | Andy Morahan                                                          |
| 1994 | Since I Don’t Have You            | Sante D’Orazio                                                        |
| 1999 | It’s So Easy (Live)               |                                                                       |
| 1999 | Welcome to the Jungle (Live)      |                                                                       |
| 2009 | Bad Apples                        | Andrew Morahan                                                        |
| 2012 | Better                            | Dale Resteghini                                                       |
| 2018 | Shadow of Your Love (2 Versionen) |                                                                       |
| 2018 | Move to the City (2 Versionen)    |                                                                       |
| 2018 | It’s So Easy                      | Nigel Dick                                                            |
| 2023 | Perhaps                           |                                                                       |
| 2024 | The General                       | Daniel G Potter                                                       |

## Boxsets
| Jahr | Titel Musiklabel                                                                     | Anmerkungen |
| ---- | ------------------------------------------------------------------------------------ | --- |
| 2022 | Guns N’ Roses: Use Your Illusion I + II (Super Deluxe Edition) Universal Music (UMG) | Erstveröffentlichung: 11. November 2022 Inhalt: Use Your Illusion I + II, Live in New York (Album + Film) und Live in Las Vegas |

## Promoveröffentlichungen
| Jahr | Titel Album                                        | Anmerkungen                                             |
| ---- | -------------------------------------------------- | ------------------------------------------------------- |
| 1991 | Garden of Eden Use Your Illusion I                 | Erstveröffentlichung: 1991                              |
| 1992 | Pretty Tied Up Use Your Illusion II                | Erstveröffentlichung: 1992                              |
| 1993 | Dead Horse Use Your Illusion I                     | Erstveröffentlichung: 1993                              |
| 1993 | Hair of the Dog “The Spaghetti Incident?”          | Erstveröffentlichung: 1993                              |
| 1999 | Oh My God End of Days – Nacht ohne Morgen (O.S.T.) | Erstveröffentlichung: 1999                              |
| 2009 | Better Chinese Democracy                           | Erstveröffentlichung: 5. Januar 2009 Verkäufe: + 30.000 |
| 2009 | Street of Dreams Chinese Democracy                 | Erstveröffentlichung: 23. Februar 2009                  |

## Sonderveröffentlichungen

### Alben
| Jahr | Titel Musiklabel                                            | Anmerkungen                                                |
| ---- | ----------------------------------------------------------- | ---------------------------------------------------------- |
| 2009 | Appetite for Destruction + G N’ R Lies Geffen Records (UMG) | Erstveröffentlichung: 5. Juni 2009 Teil der „2-in-1“-Reihe |

### Lieder
| Jahr | Titel Soundtrack                                    | Anmerkungen                                                          |
| ---- | --------------------------------------------------- | -------------------------------------------------------------------- |
| 1989 | Welcome to the Jungle Der knallharte Prinzipal      | Erstveröffentlichung: 14. März 1989                                  |
| 1990 | Knockin’ on Heaven’s Door Tage des Donners          | Erstveröffentlichung: 29. Juni 1990                                  |
| 1991 | You Could Be Mine Terminator 2 – Tag der Abrechnung | Erstveröffentlichung: 1. Juli 1991                                   |
| 1994 | Sympathy for the Devil Interview mit einem Vampir   | Erstveröffentlichung: 13. Dezember 1994 Original: The Rolling Stones |
| 1999 | Oh My God End of Days – Nacht ohne Morgen           | Erstveröffentlichung: 2. November 1999                               |
| 2008 | Paradise City Burnout Paradise                      | Erstveröffentlichung: 22. Januar 2008                                |

## Statistik

### Chartauswertung
|                     | DE    | AT    | CH    | UK    | US    |
| ------------------- | ----- | ----- | ----- | ----- | ----- |
| Nummer-eins-Alben   | DE—DE | AT2AT | CH1CH | UK2UK | US2US |
| Top-10-Alben        | DE6DE | AT7AT | CH6CH | UK6UK | US7US |
| Alben in den Charts | DE9DE | AT8AT | CH8CH | UK9UK | US8US |

|                       | DE     | AT    | CH     | UK     | US     |
| --------------------- | ------ | ----- | ------ | ------ | ------ |
| Nummer-eins-Singles   | DE—DE  | AT—AT | CH—CH  | UK—UK  | US1US  |
| Top-10-Singles        | DE3DE  | AT2AT | CH5CH  | UK12UK | US6US  |
| Singles in den Charts | DE10DE | AT7AT | CH13CH | UK16UK | US13US |

|                          | DE    | AT    | CH    | UK    | US    |
| ------------------------ | ----- | ----- | ----- | ----- | ----- |
| Nummer-eins-Videoalben   | DE—DE | AT—AT | CH—CH | UK1UK | US—US |
| Top-10-Videoalben        | DE—DE | AT1AT | CH1CH | UK4UK | US—US |
| Videoalben in den Charts | DE—DE | AT1AT | CH1CH | UK7UK | US—US |

### Auszeichnungen für Musikverkäufe
| Land/RegionAuszeichnungen für Musikverkäufe (Land/Region, Auszeichnungen, Verkäufe, Quellen) | Silber     | Gold       | Platin         | Diamant     | Verkäufe    | Quellen |
| -------------------------------------------------------------------------------------------- | ---------- | ---------- | -------------- | ----------- | ----------- | --- |
| Argentinien (CAPIF)                                                                          | —          | —          | 42× Platin42   | —           | 1.244.000   | capif.org.ar (Memento vom 6. Juli 2011 im Internet Archive) AR2 (Memento vom 31. Mai 2011 im Internet Archive) |
| Australien (ARIA)                                                                            | —          | 5× Gold5   | 51× Platin51   | —           | 2.830.000   | aria.com.au |
| Belgien (BRMA)                                                                               | —          | Gold1      | 3× Platin3     | —           | 165.000     | ultratop.be |
| Brasilien (PMB)                                                                              | —          | 9× Gold9   | 9× Platin9     | 3× Diamant3 | 3.615.000   | pro-musicabr.org.br                                                                                            |
| Dänemark (IFPI)                                                                              | —          | 3× Gold3   | 15× Platin15   | —           | 800.000     | ifpi.dk hitlisten.nu                                                                                           |
| Deutschland (BVMI)                                                                           | —          | 10× Gold10 | 7× Platin7     | —           | 5.200.000   | musikindustrie.de                                                                                              |
| Europa (IFPI)                                                                                | —          | —          | 7× Platin7     | —           | (7.000.000) | ifpi.org (Memento vom 1. Januar 2014 im Internet Archive)                                                      |
| Finnland (IFPI)                                                                              | —          | 2× Gold2   | 4× Platin4     | —           | 267.560     | ifpi.fi |
| Frankreich (SNEP)                                                                            | —          | 4× Gold4   | 2× Platin2     | —           | 1.000.000   | infodisc.fr |
| Griechenland (IFPI)                                                                          | —          | 2× Gold2   | —              | —           | 17.500      | Einzelnachweise                                                                                                |
| Irland (IRMA)                                                                                | —          | —          | 7× Platin7     | —           | 105.000     | irishcharts.ie                                                                                                 |
| Island (IFPI)                                                                                | —          | Gold1      | —              | —           | 2.500       | Einzelnachweise                                                                                                |
| Italien (FIMI)                                                                               | —          | 3× Gold3   | 18× Platin18   | —           | 1.340.000   | fimi.it |
| Japan (RIAJ)                                                                                 | —          | 6× Gold6   | 6× Platin6     | —           | 1.700.000   | riaj.or.jp |
| Kanada (MC)                                                                                  | —          | —          | 17× Platin17   | 2× Diamant2 | 3.420.000   | musiccanada.com                                                                                                |
| Kolumbien (ASINCOL)                                                                          | —          | —          | Platin1        | —           | 40.000      | Einzelnachweise                                                                                                |
| Mexiko (AMPROFON)                                                                            | —          | 6× Gold6   | 2× Platin2     | —           | 780.000     | amprofon.com.mx                                                                                                |
| Neuseeland (RMNZ)                                                                            | —          | 2× Gold2   | 52× Platin52   | —           | 1.082.500   | aotearoamusiccharts.co.nz NZ2 (Memento vom 24. Juli 2011 im Internet Archive) NZ3                              |
| Niederlande (NVPI)                                                                           | —          | Gold1      | 7× Platin7     | —           | 705.000     | nvpi.nl |
| Norwegen (IFPI)                                                                              | —          | —          | 5× Platin5     | —           | 250.000     | ifpi.no (Memento vom 5. November 2012 im Internet Archive)                                                     |
| Österreich (IFPI)                                                                            | —          | 3× Gold3   | 5× Platin5     | —           | 315.000     | ifpi.at |
| Polen (ZPAV)                                                                                 | —          | 2× Gold2   | 4× Platin4     | —           | 100.000     | olis.pl |
| Portugal (AFP)                                                                               | Silber1    | 2× Gold2   | 5× Platin5     | —           | 63.500      | Einzelnachweise                                                                                                |
| Russland (NFPF)                                                                              | —          | Gold1      | —              | —           | 10.000      | 2m-online.ru                                                                                                   |
| Schweden (IFPI)                                                                              | —          | 3× Gold3   | 4× Platin4     | —           | 455.000     | sverigetopplistan.se                                                                                           |
| Schweiz (IFPI)                                                                               | —          | Gold1      | 7× Platin7     | —           | 365.000     | hitparade.ch                                                                                                   |
| Singapur (RIAS)                                                                              | —          | Gold1      | —              | —           | 5.000       | rias.org.sg |
| Spanien (Promusicae)                                                                         | —          | Gold1      | 13× Platin13   | —           | 990.000     | elportaldemusica.es ES2 ES3                                                                                    |
| Ungarn (MAHASZ)                                                                              | —          | 2× Gold2   | —              | —           | 8.000       | slagerlistak.hu                                                                                                |
| Vereinigte Staaten (RIAA)                                                                    | —          | 10× Gold10 | 37× Platin37   | Diamant1    | 50.587.000  | riaa.com |
| Vereinigtes Königreich (BPI)                                                                 | 5× Silber5 | 3× Gold3   | 35× Platin35   | —           | 13.850.000  | bpi.co.uk |
| Insgesamt                                                                                    | 6× Silber6 | 84× Gold84 | 365× Platin365 | 6× Diamant6 |             | |